# قلعه خوشاب
قلعه خوشاب مربوط به اوایل دوره قاجار است و در شهرستان جاجرم، بخش مرکزی، دهستان میاندشت، جنوب روستای خوشاب واقع شده و این اثر در تاریخ ۲۸ اسفند ۱۳۸۵ با شمارهٔ ثبت ۱۸۷۴۵ به‌عنوان یکی از آثار ملی ایران به ثبت رسیده‌است.